# Pierre Meyrat (producteur)
Pour les articles homonymes, voir Pierre Meyrat et Meyrat.
Pierre Meyrat (1925-2000) est un producteur de cinéma de nationalité suisse, actif en France.

## Filmographie
- 1952 : Fanfan la Tulipe de Christian-Jaque
- 1953: Alerte au sud de Jean Devaivre
- 1955 : Si tous les gars du monde de Christian-Jaque et Joris Ivens
- 1956 : Les Aventures de Till l'Espiègle de Gérard Philipe et Joris Ivens
- 1958 : Oh ! Qué mambo de John Berry
- 1960 : Une fille pour l'été d'Édouard Molinaro
- 1961 : Alerte au barrage de Jacques Daniel-Norman
- 1962 : Carillons sans joie de Charles Brabant
- 1964 : Pourquoi Paris ? de Denys de La Patellière

## Liens vidéo
- Fanfan la Tulipe
- Alerte au sud
- Till l'espiègle
- Si tous les gars du monde
- Oh ! Que mambo !
- Carillons sans joie